# Mesochorus picticrus
Mesochorus picticrus là một loài tò vò trong họ Ichneumonidae.